# Chicxulubkrater

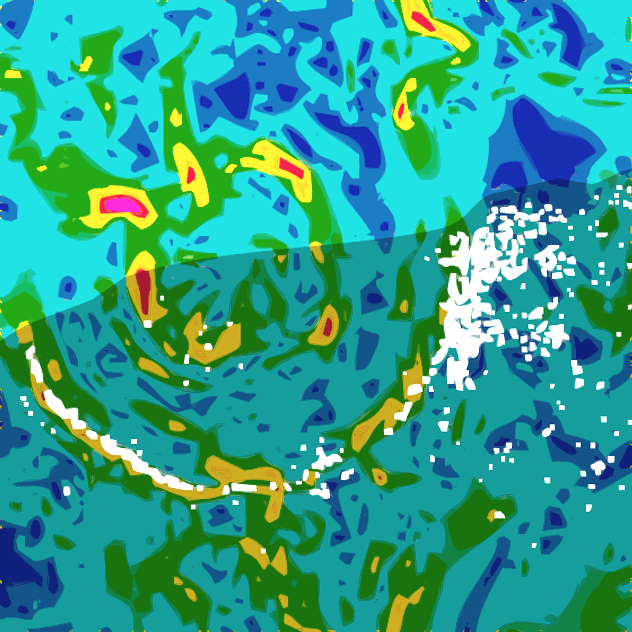
Kaart van de afwijkingen in het zwaartekrachtsveld die de inslagplek verraden

De Chicxulubkrater is het 180 (misschien zelfs 300) kilometer brede restant van een inslag van een planetoïde die ongeveer 66 miljoen jaar geleden heeft plaatsgevonden. De krater werd in 1991 ontdekt. De inslag ervan heeft waarschijnlijk (mede) geleid tot het einde van het tijdperk der dinosauriërs.
De krater was tot dan toe onopgemerkt gebleven, doordat hij onder 1000 meter jongere gesteenten verborgen lag. Aan het oppervlak is vandaag de dag niet veel te zien, op de ring van ondergrondse poelen (cenotes) na, die langs de oude kraterrand te vinden zijn. De krater werd gevonden doordat door geologisch onderzoek onder andere afwijkingen in het zwaartekrachtsveld aan het licht kwamen.
In de Krijt-Tertiairovergang stierven vrijwel alle grotere diersoorten uit, waaronder de dinosauriërs. Volgens een theorie die zowel Jan Smit als Luis en Walter Alvarez in 1980 publiceerden, was de sterfte het gevolg van een grote planetoïde-inslag. Hoewel deze theorie aanvankelijk weinig weerklank vond, ontdekte men in de jaren daarna allerlei aanwijzingen dat er daadwerkelijk een inslag was geweest, en de krater van Chicxulub is daarvoor de beste kandidaat.

## Ontdekking
Vroeg in de jaren 80 bezocht Alan R. Hildebrand, een jonge student van de universiteit van Arizona het bergdorpje Beloc nabij Jacmel in Haïti. Hij onderzocht daar de Krijt-Tertiairovergang, die daar bestaat uit een dikke laag van grote gesteentefragmenten, die alle van dezelfde plek afkomstig waren en waarschijnlijk door een tsunami waren afgezet. Dergelijke gesteentelagen komen op veel plaatsen ter wereld voor, ze zijn in het Caraïbisch bekken echter vaker te vinden.
Hildebrand vond een groenachtige bruine klei die een overmatige hoeveelheid iridium, korrels van geschokte kwarts en kleine ronde klasten van verweerd glas bleek te bevatten. Samen met zijn begeleider William V. Boynton publiceerde hij de resultaten van het onderzoek. Ze suggereerden dat de tsunami die de lagen had gevormd het resultaat was van een inslag en dat de inslagkrater zich binnen een straal van 1000 kilometer zou moeten bevinden.
Er waren in het Caraïbisch gebied echter geen kraters bekend. Hildebrand en Boynton maakten hun bevindingen bekend op een internationale geologische conferentie waar ze veel belangstelling trokken. Carlos Byars, een journalist van de Houston Chronicle, nam contact op met Hildebrand en vertelde hem dat een geofysicus genaamd Glen Penfield in 1978 in de noordelijke punt van Yucatán iets had ontdekt dat wellicht de krater zou kunnen zijn.
In dat jaar werkte Penfield voor Petróleos Mexicanos (PEMEX, het Mexicaans staatsoliebedrijf) als personeelslid voor een magnetisch onderzoek van Yucatán vanuit de lucht. Bij het analyseren van het magnetische veld vond Penfield een reusachtige boogvormige structuur in de ondergrond van de Caribische Zee, met zuidwaarts wijzende uiteinden in de richting van Yucatán. De structuur was niet met de geologische structuur van de regio te verklaren.
Penfield raakte geïntrigeerd en vond een zwaartekrachtkaart van Yucatán, die gemaakt was in de jaren 60, in de archieven van PEMEX. Hij vond een andere boog, dit keer op Yucatán zelf, met de einden gericht naar het noorden. Hij paste de twee kaarten bij elkaar en vond dat de twee bogen een keurige cirkel vormden, 180 kilometer in doorsnede, met het centrum pal op het dorp Chicxulub.
Penfield was een amateurastronoom en dacht daarom met een inslagkrater te maken te hebben. Hoewel PEMEX hem niet zou toestaan om specifieke gegevens vrij te geven, stond het bedrijf hem en de PEMEX-ambtenaar Antonio Camargo toe om hun resultaten in 1981 op een geologische conferentie te presenteren. Maar de betreffende conferentie was dat jaar onderbezet doordat de meeste geologen een workshop over de effecten van de meteorietinslagen bijwoonden; het rapport trok daardoor weinig aandacht. Byars kreeg het echter wel onder ogen.
Penfield gaf niet op. Hij wist dat PEMEX in 1951 proefboringen in het gebied had gezet. Een van de boringen was op 1,3 kilometer diepte op een dikke laag van het stollingsgesteente andesiet gestuit. Een dergelijke laag kan door de intense hitte en druk van een inslag ontstaan zijn. Tijdens de boring was de laag als kussenlava geïnterpreteerd, hoewel dit niet logisch was onder de geologische omstandigheden van het gebied.
Verdere studies van gearchiveerde boorkernen zouden de kwestie opgelost hebben, maar de meeste daarvan waren in een pakhuisbrand in 1979 verloren gegaan. Penfield vloog hierna naar Yucatán om te zien of hij iets van de boringen te weten kon komen. Dit liep op niets uit.
Nadat Hildebrand in contact met Penfield kwam, konden de twee echter van twee afzonderlijke monsters uit de putten die door PEMEX in 1951 waren geboord de plaats bepalen. Analyse van de monsters toonden duidelijk sporen van inslagmetamorfose. Studies door andere geologen van het puin dat in Haïti in Beloc werd gevonden toonden ook duidelijk aan dat het het product van een inslag moest zijn.
Dit onderzoek was overtuigend, en ontving een belangrijke stimulans toen een team van onderzoekers uit Californië, waaronder Kevin O. Pope, Adriana C. Ocampo, en Charles E. Duller, satellietanalyse van het gebied uitvoerde. Zij vonden een bijna perfecte ring van cenotes met in het centrum Chicxulub die overeenkwam met de ring die Penfield had gevonden. De cenotes waren waarschijnlijk door bezinksel van de kraterwand ontstaan.
Dit bewijsmateriaal was afdoende om de geologische gemeenschap te overtuigen, en verdere studies hebben de consensus versterkt. Sinds 1993 zijn er aanwijzingen dat de daadwerkelijke krater 300 kilometer breed is, en dat de 180 kilometer-ring enkel een binnenste ring is.

## Directe gevolgen van de inslag

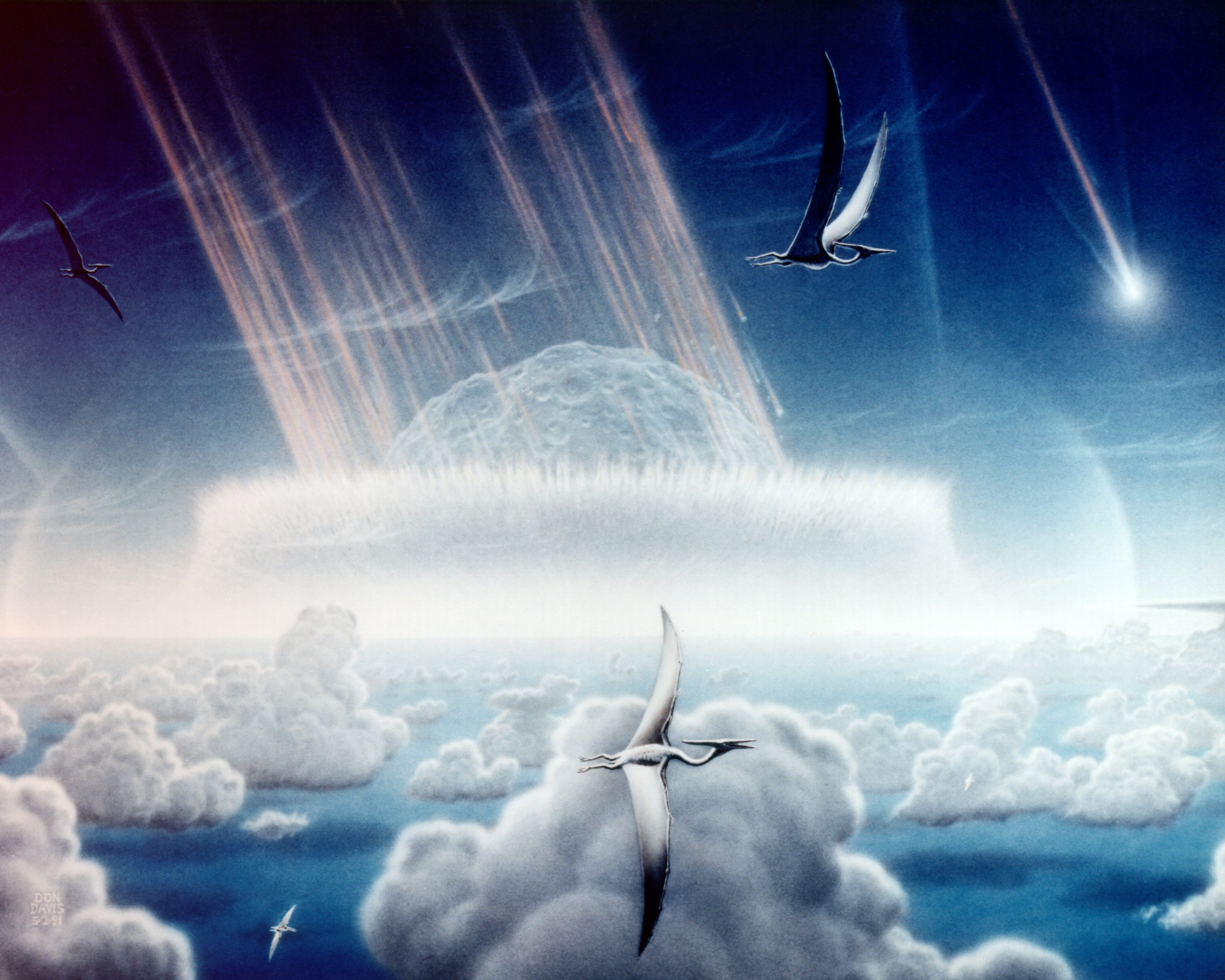
Artist impression van de inslag.

De inslag van de planetoïde vond plaats onder een hoek van 45 tot 60 graden ten opzichte van de horizon. De grote steen zou vanuit het noordoosten zijn gekomen.
Hoewel de wetenschap steeds meer te weten is gekomen over de inslag, kan nog steeds niet definitief worden vastgesteld wat de oorzaak van de grote wereldwijde sterfte is geweest. Vaak neigt men naar een groot inferno-scenario. Toen het projectiel zich met een enorme vaart in de aardkorst boorde, schat men dat er dusdanig veel energie moet zijn vrijgekomen dat grote hoeveelheden rotsblokken omhoog moeten zijn geslingerd. Men schat tot een kilometer of 100 hoog, niet genoeg om de baan vast te houden.
Aldus, speculeert men, moeten er tot enkele uren na de inslag wereldwijd meteorietenregens zijn geweest. Veel sterfte heeft wellicht direct in deze regens plaatsgevonden. In ieder geval zouden deze regens wereldwijd bosbranden hebben veroorzaakt.
Een inslag van deze omvang slingert verder enorme hoeveelheden stof de atmosfeer in. Genoeg om wereldwijd te voorkomen dat zonlicht de aarde bereikt. Mogelijk was het enkele maanden te donker om te zien, en tot een jaar te donker voor fotosynthese.
Tot slot moeten er huizenhoge tsunami's en wereldwijde aardbevingen zijn geweest.
Op de planeet Mercurius is te zien wat de gevolgen zijn van een soortgelijke inslag. Aan één kant van de planeet is een krater te zien, precies aan de andere kant van de planeet zijn enorme vervormingen van het planeetoppervlak te zien, groter dan de krater. Dit is namelijk de plaats waar alle seismische golven bij elkaar komen en elkaar versterken. In India zijn sporen gevonden van aardvervormingen die hieraan doen denken. Deze vervormingen werden ironisch genoeg tot voor kort door tegenstanders van de inslagtheorie gebruikt als bewijs dat er meer aan de hand was dan een meteorietinslag.
In 2017–2019 werd bekendgemaakt dat op een site in Noord-Dakota gevonden fossielen het bewijs zouden leveren van de directe massale sterfte als gevolg van de inslag.